# Веверлі-плейс
Веверлі-плейс (англ. Waverly Place) — вузька вулиця в районі Грінвіч-Віллидж боро Нью-Йорка на Мангеттені, що тягнеться від Бенк-стріт до Бродвею. Веверлі змінює напрямок приблизно в середній точці на Кристофер-стріт, повертаючи приблизно на 120 градусів з північної/південної вулиці на північно-західну/південно-східну вулицю. На Крістофер Стріт також змінюється напрямок руху з південного на західний. На перехресті, де відбувається цей перехід, Веверлі розгалужується на Y, створюючи перетин Веверлі-плейс із собою.
Два квартали, які утворюють північну межу Вашингтон-Сквер-парку — від Макдугал-стріт до П'ятої авеню та від П'ятої авеню до Юніверсіті-Плейс — називаються Вашингтон-Сквер-північ. У кварталі від П'ятої до Університету є об'єднана лінія таунхаусів грецького відродження, які іноді називають «рядом», якими володіє та користується Нью-Йоркським університетом. Деякі будинки в кінці П'ятої авеню зберегли зовнішні фасади, але з'єднані разом в одну суцільну будівлю.
Вулиця була названа на честь роману Вальтера Скотта «Веверлі» 1833 року; до цього вона називалася Арт-стріт.